# Primăvară pentru o oră
Primăvară pentru o oră (世界名作童話 森は生きている Sekai Meisaku Dōwa Mori wa Ikiteiru?, în rusă Двенадцать месяцев) este un film de animație din 1980, regizat de Yugo Serikawa, Kimio Yabuki⁠(d) și Tetsuo Imazawa, produs de compania Toei Animation din Japonia în colaborare cu Soiuzmultfilm din Uniunea Sovietică. El este inspirat din basmul „Cele douăsprezece luni” (Dvenadțat meseațev, 1943) scris de Samuil Marșak. Muzica a fost compusă de Vladimir Ivanovici Krivțov⁠(d) (Владимир Иванович Кривцов) și interpretată de Filarmonica Națională din Leningrad, dirijată de A. S. Dmitriev. Celebrul artist manga Osamu Tezuka a fost coproducător și realizator al personajelor filmului.

## Rezumat
O regină tânără și răsfățată vrea ceva imposibil într-o iarnă rece și cere un buchet de Galanthus, o floare sălbatică de primăvară, pentru ziua de Anul Nou în schimbul unei recompense în aur. O femeie lacomă dorește să obțină recompensa și, în loc să-și trimită propria fiică, o trimite cu ușurință pe tânăra ei fiică vitregă, Anja, să caute acele flori albe într-o pădure deasă în timpul unei nopți cu furtună de zăpadă, deși știe că această sarcină este imposibilă. În ciuda faptului că refuză, Anja este aruncată în viscol de mama ei vitregă și se prăbușește inconștientă în pădurea pustie din cauza gerului. Ea se trezește mai târziu și este atrasă de o lumină aflată în depărtare de la un foc de tabără misterios, înconjurat de spirite care se dovedesc a fi cele douăsprezece luni. Aflând de sarcina ei, cele douăsprezece spirite se milostivesc de Anja. Ele își folosesc puterile pentru a aduce temporar primăvara ca să permită florilor să crească și să fie culese, dar cer ca nimeni să nu afle cum și de unde a fost obținut buchetul de Galanthus. Anja se întoarce acasă, recunoscătoare, cu florile cerute, iar buchetul este înmânat reginei de către mama ei vitregă și sora ei vitregă. Cu toate acestea, regina este nemulțumită și cere să vadă locul unde cresc florile.

## Distribuție
| Personaj            | Interpret original | Dublaj în engleză |
| ------------------- | ------------------ | ----------------- |
| Anja                | Shinobu Otake      | Corinne Orr       |
| Regina              | Ai Kanzaki         | Paula Parker      |
| Mama vitregă        | Tokuko Sugiyama    | Joan Shepard      |
| Fiica mamei vitrege | Mariko Mukai       | Jenn Thompson     |
| Profesorul          | Ichirō Nagai       | Necunoscut        |
| Prim-ministrul      | Masashi Amenomori  | Necunoscut        |
| Ofițerul            | Daisuke Ryu        | Necunoscut        |
| Ianuarie            | Kiyoshi Kobayashi  | Necunoscut        |
| Aprilie             | Katsuji Mori       | Necunoscut        |
| Soldat              | Masato Yamanouchi  | Earl Hammond      |
| Tânăr soldat        | Kōji Yakusho       | Necunoscut        |

### Voci suplimentare
- Varianta originală: Hidekatsu Shibata⁠(d)
- În limba engleză: Ray Owens, Pierre Cache și John Belucci.